# Fraxinètum
Fraxinètum o Fraxinet (Farakhshanit o Farakhsa en àrab) fou un emirat musulmà centrat en un assentament fortificat musulmà del segle x establert a la moderna La Garde-Freinet, prop de Saint-Tropez, a Provença. El record de la presència musulmana es conserva en el modern Massís dels Moros o Maures (Massif des Maures, àrab Djabal al-Kilal).
Vers 889 un vaixells amb 20 aventurers andalusins, probablement procedents de Bajjana va ancorar al golf de Saint-Tropez i s'hi van establir i van demanar reforços a l'Àndalus. Inicialment un simple establiment pirata per saquejar la regió, es va desenvolupar per l'arribada de més musulmans i va esdevenir un veritable centre comercial i militar, associat a les Balears, que va arribar a dominar uns 60 km, cobrint tot el modern Massís dels Maures i la Camarga. El seu cap fou reconegut com a emir dependent de l'emir (després califa) de l'Àndalus.
Des de Fraxinètum els sarraïns feien ràtzies cap a altres llocs arribant fins al Piemont a Itàlia i controlaven els passos i colls dels Alps. Una posició avançada es va establir al pas de Sant Bernat prop de l'actual Saint-Maurice (Valais)  a Suïssa.
La primera contraofensiva cristiana es va organitzar el 942 per part del rei Hug d'Arle amb el suport de Berenguer II d'Itàlia i Romà Lecapè, destruint la flota, però Hug va signar un acord amb els musulmans que van rebre l'encàrrec de defensar els passos dels Alps per compte de França. Segurament fou llavors quan grups musulmans es van establir a la vall de l'Arc a la Mauriena, i a Faucigny i Tarentàsia. Vers el 944 l'emir de Fraxinètum, Kalra, fou rebut pel seu superior d'al-Àndalus, el califa Abd al-Rahman III.
El 956, l'emperador Otó III del Sacre Imperi va enviar Jean de Gorze com ambaixador durant dos anys a la cort del califa de Còrdova, per demanar l'aturada de les ràtzies dels musulmans des de Fraxinètum. El 972 els musulmans van fer una famosa ràtzia en què van segrestar l'abat Maiol de Cluny, legat del papa i amic proper de l'emperadriu Adelaida; es va pagar el rescat, però es va organitzar tot seguit una expedició de càstig i el 973 foren derrotats per Guillem I de Provença i diversos senyors locals a la batalla de Tourtour en 973 i en els següents mesos foren aniquilats. Molts sarraïns van morir però alguns encara van restar a la regió fins que al cap d'uns segles van quedar absorbits per la població provençal.